# Thomas Metcalfe (Kentucky)
Thomas Metcalfe (20 de março de 1780 – 18 de agosto de 1855), também conhecido como "Stonehammer" (martelo de pedra), foi um político dos Estados Unidos, sendo representante do Kentucky, Senador e o décimo Governador de Kentucky. Ele foi o primeiro candidato para governador na história do estado a ser escolhido por nomeação, ao invés de uma bancada partidária. Ele também foi o primeiro Governador do Kentucky, que não era um membro do Partido Democrata - Republicano.
Aos 16 anos Metcalfe começou como aprendiz de seu irmão mais velho e tornou-se um pedreiro. Ele ajudou a construir o Tribunal do Condado de Green, conhecido como o mais antigo Tribunal em Kentucky. Mais tarde, opositores políticos zombariam de sua profissão, dando-lhe o apelido de "Velho Martelo de Pedra". Sua carreira política começou com quatro mandatos na Câmara dos representantes de Kentucky. Seu mandato foi interrompido pela Guerra de 1812, em que ele comandou uma companhia na defesa de Fort Meigs. Com a idade de trinta e oito, foi eleito para a Câmara dos Representantes. Ele exerceu o cargo por cinco mandatos e, em seguida, renunciou para se candidatar a governador. Em uma eleição decidida por 709 votos, Metcalfe derrotou William T. Barry na eleição para governador de 1828. O antecessor no governo Joseph Desha foi surpreendido pela derrota do partido e vitória de Metcalfe, então ameaçou não desocupar a mansão do governador e continuar no cargo. Analisando melhor o impasse Joseph Desha respeitou a vontade do povo e permitiu uma transição ordeira.
A preocupação principal de Metcalfe como governador foi a questão de melhorias internas (obras públicas). Entre seus projetos propostos foram a estrada que liga Shelbyville-Louisville e um canal em Falls of the Ohio. Quando o presidente Andrew Jackson vetou fundos para construir uma via conectando Maysville e Lexington, Metcalfe construiu assim mesmo, pagando somente com fundos do Estado. Após seu mandato como governador, ele exerceu mandato de Senador de Estado para concluir o mandato inacabado de John J. Crittenden no Senado dos Estados Unidos em 1848. Após isso, ele se retirou para "Forest Retreat" (Retiro Florestal), sua propriedade no Condado de Nicholas, onde morreu de cólera em 1855. O Condado de Metcalfe foi assim nomeado em sua honra.

## Início da vida
Thomas Metcalfe nasceu em 20 de março de 1780, no Condado de Fauquier na Virginia, filho de John Metcalfe e de sua terceira esposa Sarah "Sally" Dent (Chinn) Metcalfe. Seu pai serviu como capitão na guerra revolucionária. Em 1784, a família de Metcalfe morou perto de Cave de Russell no Condado de Fayette. Alguns anos mais tarde, eles mudaram para uma fazenda no Condado de Nicholas.
Metcalfe recebeu apenas uma educação rudimentar, aos dezesseis anos ele iniciou o aprendizado com seu irmão para o ofício da cantaria (pedreiro). Três anos mais tarde seu pai morreu, deixando encarregado os irmãos mais velhos de sustentar sua mãe e irmãos mais novos. Entre as obras construídas pelos irmãos Metcalfe estão a primeira mansão do governador do estado e  o Tribunal do Condado de Green, conhecido como o mais antigo Tribunal em Kentucky.
Em 2 de outubro de 1801, Metcalfe alistou-se como tenente no 29º Regimento da milícia de Kentucky. Ele foi promovido a capitão em 12 de outubro de 1802. Por volta de 1806 Metcalfe casou-se com Nancy Mason de Fairfax na Virgínia. O casal teve quatro filhos. Entre 1817 e 1820, Metcalfe construiu uma casa para sua família no Condado de Nicholas. A propriedade foi apelidada de "Forest Retreat" pelo estadista Henry Clay, que em sua primeira visita a casa recém construída e disse: "Tom, você tem aqui um verdadeiro retiro na floresta."

## Carreira política
Começou sua carreira política em 1812, quando foi eleito para representar o Condado de Nicholas em Kentucky na Câmara dos representantes. Seu mandato foi interrompido pela guerra de 1812. Em 1813, ele agrupou uma companhia de voluntários e comandou-a na batalha de Fort Meigs. Enquanto estava na guerra, os eleitores do seu distrito reelegeram-no para a Câmara de representantes de Kentucky, recebendo apenas 13 votos contrários. Ele continuou seu mandato na Câmara de representantes de Kentucky até 1816.

### Na Câmara dos representantes
Aos trinta e oito anos Metcalfe foi eleito para o XVI Congresso, derrotando Joshua Desha. Durante seus mandatos na câmara, num total de cinco mandatos, foi o Presidente do Comitê sobre assuntos indígenas e Comissão da milícia. Era contra o Second Bank of the United States, mas era favorável a extensão de crédito aos compradores de terras públicas. Em 1821, ele propôs a concessão de direitos de preempção (preferência na compra) dos posseiros. Ele também se opôs a restrições da escravidão em Missouri e a compra de Louisiana.
Na publicação anual de James Monroe sobre o período legislativo em Dezembro de 1822, houve uma convocação do Congresso para um relatório sobre como lidar melhor com os Seminoles (índios) que habitavam o território da Flórida recentemente adquirido. Como Presidente da Comissão de assuntos indígenas, Metcalfe apresentou o relatório em 21 de fevereiro de 1823. Sua Comissão concluiu que, nos termos do Tratado de Adams-Onís que transferiu o controle da Flórida para os Estados Unidos a partir de Espanha, os Seminoles deveriam ser concedidos os mesmos privilégios que os cidadãos dos EUA. Nesse sentido, o Comitê recomendou que houvesse uma concessão de terra para cada família de Seminole. Eles esperavam que isso pudesse ajudar a quebrar as resistências tribais dos Seminoles e acelerar a sua incorporação na sociedade branca. O relatório da Comissão foi completamente ignorado.
Em 1826, Metcalfe participou de um Comitê da câmara que investigou alegações de que vice-presidente John C. Calhoun havia sido beneficiado indevidamente por um contrato, por estar em exercício  como Secretário da guerra, em 1822. Enquanto Calhoun foi inocentado de qualquer irregularidade. Seu amigo, representante da Carolina do Sul George McDuffie, começou uma troca de correspondências com Metcalfe sobre o processo. As correspondências acirraram discórdia e McDuffie desafiou Metcalfe para um duelo. Como destinatário do desafio, Metcalfe tinha o direito de escolher os termos do contrato. Ele escolheu rifles como arma e uma distância de 90 metros. McDuffie alegou que ferimentos antigos de um duelo anterior haviam deixado ele incapaz de lidar com um fuzil, então pistolas foram propostas como alternativa. Metcalfe respondeu que ele nunca havia manuseado uma pistola em sua vida. Incapazes de chegar a um acordo sobre as condições do duelo, os ambos desistiram definitivamente do mesmo.

### Governador de Kentucky
Metcalfe renunciou seu primeiro mandato na Câmara de representantes em 1º de junho de 1828, para concorrer para o governo do Kentucky. Ele foi escolhido canditado na convenção de nomeação prévia do Partido Republicano-Nacional e foi o primeiro candidato para governador do estado a ser escolhido usando esse método. Ele derrotou William T. Barry por uma margem de 709 votos, mas seu companheiro de chapa, Joseph R. Underwood foi mal sucedido e derrotado pelo candidato democrata-republicano John Breathitt. A eleição de Metcalfe em 1828 marcou a primeira vitória de um candidato que não fosse um Democrata-Republicano. Após isso apenas um democrata-republicano ocuparia este cargo entre o fim do mandato de Metcalfe até a eleição de Lázaro W. Powell, em 1851.
Joseph Desha, que findava o seu governo, recusou-se a acreditar que seu partido havia perdido a eleição. Ele não gostava de Metcalfe não só devido à sua filiação partidária, mas também por causa de sua profissão de pedreiro, que ele considerava muito insuficiente para um governador. Adversários de Metcalfe fizeram desdém sobre a qualidade do seu trabalho em pedra e seus pontos de vista sobre a polêmica do "velho Tribunal" e do "novo Tribunal". Quando soube desses comentários, Metcalfe observou: "podem dizer o que quiserem sobre minhas opiniões, mas o primeiro homem que se atrever atacar minha pessoa, eu irei quebrar sua cabeça com com meu martelo de pedra." Como resultado de sua manifestação ao Metcalfe foi dado o apelido de "Velho Martelo de Pedra". Apesar de suas ameaças de  permanecer no governo, Desha respeitou a vontade do povo e transmitiu o cargo em 2 de setembro de 1828.
Metcalfe era contra o sistema de contratar amigos ao cargo (nepotismo) e a doutrina de anulação (teoria jurídica que um estado pode descumprir lei federal se entender inconstitucional). Ele favoreceu tarifas protecionistas e a ajuda federal para obras públicas. Ele supervisionou a criação da estrada que liga Shelbyville a Louisville. Porém quando o presidente Andrew Jackson vetou a ajuda federal para um estrada conectando Maysville e Lexington, Metcalfe continuou a obra com fundos do estado (Estrada que é agora uma parte da U.S. Route 68). Em seu mandato Metcalfe também supervisionou o comissionamento da primeira estrada de ferro do Estado e o começo dos planos de um canal nas cataratas de Ohio. Atendendo uma recomendação sua o legislativo de Kentucky aprovou a ajuda adicional para a educação e a criação de escolas no distrito.

## Construções famosas

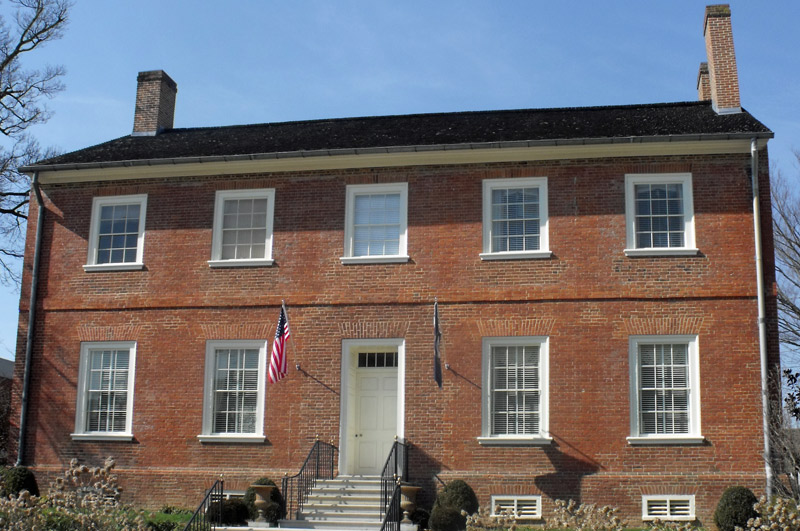
Metcalfe ajudou a construir o primeiro palácio do governo de Kentucky.

Metcalfe era um dos mais proeminentes pedreiros e empreiteiros de construção durante o período de assentamento do Kentucky. Sua primeira casa, no Condado de Robertson, é listada no registro nacional de lugares históricos como a casa de Thomas Metcalf. Um número de suas casas de pedra ainda existem e estão listadas no registro nacional de lugares históricos, incluindo o seguinte (com atribuição às vezes inscritas AST Metcalf e, às vezes, Metcalfe):
- Joel Fraizer House, built 1810, Off KY 982, Cynthiana, KY (Metcalf,Thomas)
- Ephram Harrod House, Off U.S. 460 North Middletown, KY (Metcalf,Thomas)
- Lindsay, James-Trotter, William, House, built 1800, US 62, Georgetown, KY (Metcalf,Thomas)
- McKee-Vimont Row Houses, built 1809, Main St., Millersburg, KY (Metcalfe,Thomas)
- Thomas Metcalf House, built c. 1810, Off US 62, Mt. Olivet, KY (Metcalf,Thomas)
- Davis Newman House, built 1795, W of Spears, Spears, KY (Metcalf,Thomas "Stonehammer")
- Old Governor's Mansion, built 1797, 420 High St., Frankfort, KY (Metcalf,Thomas)
- Poague House, Parker Ln., Mays Lick, KY (Metcalf,Thomas)
- Erasmus Riggs House, built 1820, Off KY 13, Carlisle, KY (Metcalf,Thomas)
- Jacob Spears House, built 1810, SR 1876, Shawhan, KY (Metcalf,Thomas)
- West Union Presbyterian Church, built 1810, 108 S. 2nd St., West Union, OH (Metcalf,Thomas)
- Hubbard Williams House, Off KY 32/36, Millersburg, KY (Metcalf, Thomas)

Algumas obras complementares localmente atribuídas a ele na verdade podem ter sido obra de seu meio-irmão, John Metcalf III.

## Últimos anos e morte
Após seu mandato como governador, Metcalfe representou os Condados de Nicholas, Bracken e o Senado de Kentucky de 1834 a 1838. Em 1836, ele serviu como um eleitor delegado presidencial pelo partido Whig e presidiu a Convenção do Whig de Kentucky em Harrodsburg em 26 de agosto de 1839. A partir de 1840 a 1849, ele exerceu a Presidência do Conselho de estado de obras públicas. Finalmente, ele foi nomeado e posteriormente eleito como membro do Partido Whig ao Senado dos Estados Unidos, para preencher a vaga aberta pela demissão de John J. Crittenden. Ele exerceu a partir de 23 de junho de 1848, a 3 de março de 1849. Durante o seu curto mandato, ele se opôs à secessão e afirmou que Kentucky continuaria a ser parte da União.
Após seu mandato no Senado Metcalfe dedicou-se a atividades agrícolas perto de Carlisle, Kentucky. Ele morreu de cólera em sua casa em 18 de agosto de 1855. Foi enterrado no cemitério familiar no "Forest Retreat". O Condado de Metcalfe foi fundado em 1860 e assim nomeado em sua honra. "Forest Retreat" foi listado no registro nacional de lugares históricos em 2 de outubro de 1973.

## Ler mais
- Curry, Leonard (1957). «Election Year—Kentucky, 1828». The Register of the Kentucky Historical Society. 55 (3): 196–212

## Fonte da tradução
- Este artigo foi inicialmente traduzido, total ou parcialmente, do artigo da Wikipédia em inglês cujo título é «Thomas Metcalfe (Kentucky)».